# Port lotniczy Hargejsa-Egal
Międzynarodowy port lotniczy Hargejsa-Egal (kod IATA: HGA, kod ICAO: HCMH, Somali: Madaarka Hargeysa ee Calaamika) – międzynarodowe lotnisko obsługujące stolicę Somalilandu - Hargejsę. Lotnisko zostało przebudowane w 1991.
Lotnisko nosi imię Egal na cześć prezydenta Somalilandu - Mohammeda Ibrahima Egala.

## Linie lotnicze i połączenia
| Linia Lotnicza          | Kierunek                                            |
| ----------------------- | --------------------------------------------------- |
| African Express Airways | 1. Kair 2. Dubaj 3. Mogadiszu 4. Nairobi 5. Szardża |
| Air Arabia              | 1. Szardża                                          |
| Daallo Airlines         | 1. Dżibuti 2. Dubaj 3. Dżudda 4. Mogadiszu          |
| Ethiopian Airlines      | 1. Addis Abeba                                      |
| Flydubai                | 1. Dubaj                                            |
| Jubba Airways           | 1. Boosaaso 2. Dubaj 3. Dżudda 4. Mogadiszu         |
| Kenya Airways           | 1. Nairobi                                          |